# Салская волость (Марупский край)
Салская волость (латыш. Salas pagasts) — одна из территориальных единиц Марупского края Латвии. Граничит с Бабитской волостью своего края, городом Юрмалой, Слампской волостью Тукумского края и Валгундской волостью Елгавского края.
Крупнейшими населёнными пунктами волости являются: Спуньциемс (волостной центр), Гатциемс, Сиполциемс, Страупциемс, Павасари, Каги. На территории волости находится Бабитское озеро, седьмое по площади озеро в Латвии.

## История
В 1945 году включала в себя Салский и Лапмежциемский сельские советы. В 1949 году ликвидирована. В 1962 году территория Салской рыболовецкой артели «Селга» была присоединена к Лапмежциемсу. В 1971 году к Салскому сельсовету отошла часть территории Джукстского совета. В 1977 году Салский сельсовет был ликвидирован, а его земли отошли к Бабитскому сельсовету. В 1989 году из части Бабитского сельсовета был создан Гатский сельсовет, который в 1990 году был реорганизован в Салскую волость. В 2009 году, по окончании латвийской административно-территориальной реформы, Салская волость вошла в состав Бабитского края.
В 2021 году в результате новой административно-территориальной реформы Бабитский край был упразднён, Салская волость вошла в состав  Марупского края.